# Samuel K. Skinner

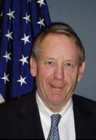
Samuel K. Skinner

Samuel Knox Skinner (* 10. Juni 1938 in Chicago, Illinois) ist ein US-amerikanischer Wirtschaftsmanager, Jurist und Politiker der Republikanischen Partei, der sowohl Verkehrsminister der Vereinigten Staaten als auch Stabschef des Weißen Hauses war.

## Biografie
Nach dem Schulbesuch studierte er Rechnungswesen an der University of Illinois at Urbana-Champaign und erwarb dort 1960 einen Bachelor of Science (B.S. Accounting). Nach seinem anschließenden einjährigen Militärdienst in der US Army war er von 1960 bis 1968 bei Vertriebsagent bei IBM und absolvierte daneben ein Postgraduiertenstudium der Rechtswissenschaft an der DePaul University in Chicago und schloss dieses 1966 mit einem Juris Doctor (J.D.) ab. Nach seiner Zulassung zum Rechtsanwalt im Bundesstaat Illinois war er als Anwalt sowie als Professor an der Northwestern University tätig. Nach einer Tätigkeit als Bundesstaatsanwalt von 1975 bis 1977 – in dieser Position folgte er auf James R. Thompson – war er bis 1989 Seniorpartner der Anwaltskanzlei Sidley Austin, einer Großkanzlei mit 1600 Anwälten und Sitz in Chicago.
Am 6. Februar 1989 wurde er von US-Präsident George Bush als Verkehrsminister (Secretary of Transportation) in dessen Kabinett berufen. Im Rahmen einer Kabinettsumbildung wurde er am 14. Dezember 1991 Stabschef des Weißen Hauses (White House Chief of Staff) und bekleidete diese Funktion bis zum 23. August 1992.
Nach seinem Ausscheiden aus der Regierung war er in der Privatwirtschaft tätig und war unter anderem CEO von Commonwealth Edison und Vorstandsmitglied von Dade Behring, EVEREN Capital sowie von Odetics ITS. Nach einer Tätigkeit als Vorstandsvorsitzender und CEO von US Freightways ist er seit 2004 Berater der Anwaltskanzlei Greenberg Traurig einer Großkanzlei mit 1500 Anwälten und Sitz in Miami sowie Vorstandsmitglied von Express Scripts.

## Familie
Samuel Skinner war zwei Mal verheiratet. Mit seiner ersten Frau Susan Ann Thomas hatte er drei Kinder. Sein ältester Sohn Thomas Vernon Skinner arbeitete für die staatliche Umweltbehörde Environmental Protection Agency. Seine Tochter Jane Skinner, eine frühere Moderatorin bei Fox News, ist die Ehefrau des NFL-Commissioners Roger Goodell.
Mit seiner zweiten Ehefrau Honey Jacobs hat er zwei Söhne. Das Ehepaar lebt in Winnetka (Illinois).